# Herb Adderley
Herbert Allen Adderley (Filadélfia, 8 de junho de 1939 – 30 de outubro de 2020) foi um jogador profissional de futebol americano estadunidense.

## Carreira
Adderley venceu a temporada de 1971 da National Football League jogando pelo Dallas Cowboys.

## Pós-carreira e morte
Foi introduzido ao Pro Football Hall of Fame em 2 de agosto de 1980. Morreu em 30 de outubro de 2020, aos 81 anos.